# Villa Amalia (Wuppertal)

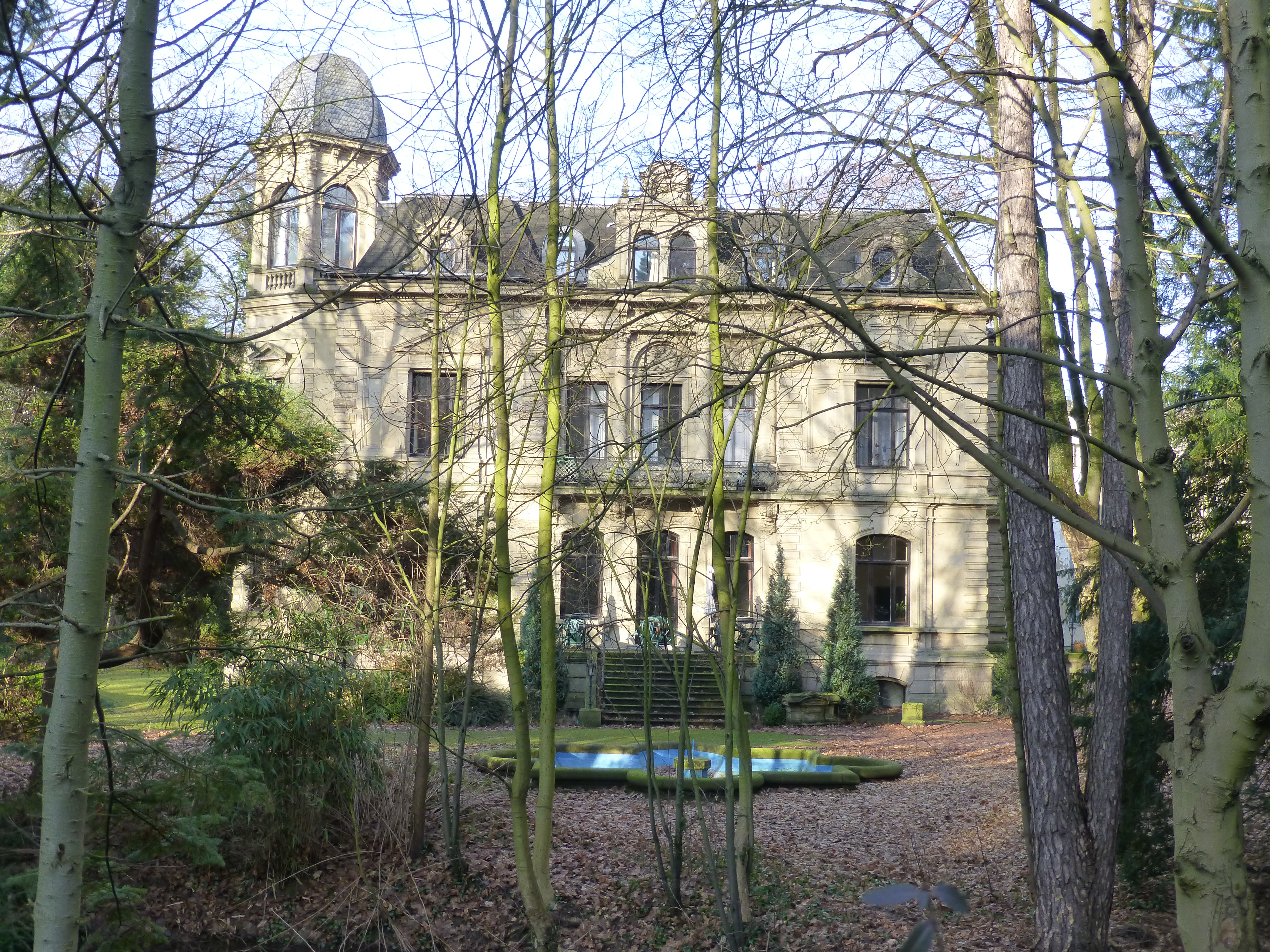
Die Villa Amalia mit dem sie umgebenden Park (2013)

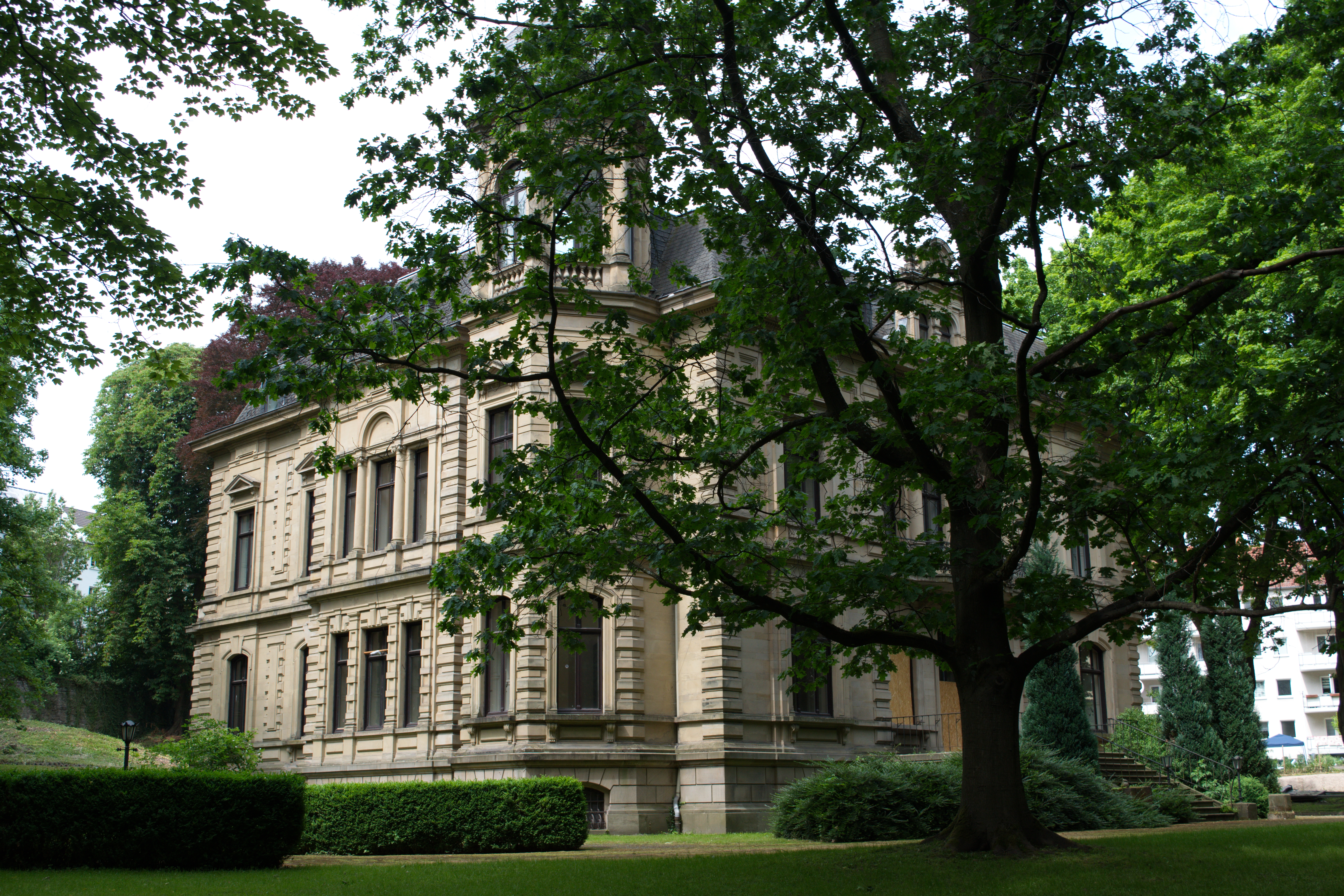
Die Villa Amalia (2017)

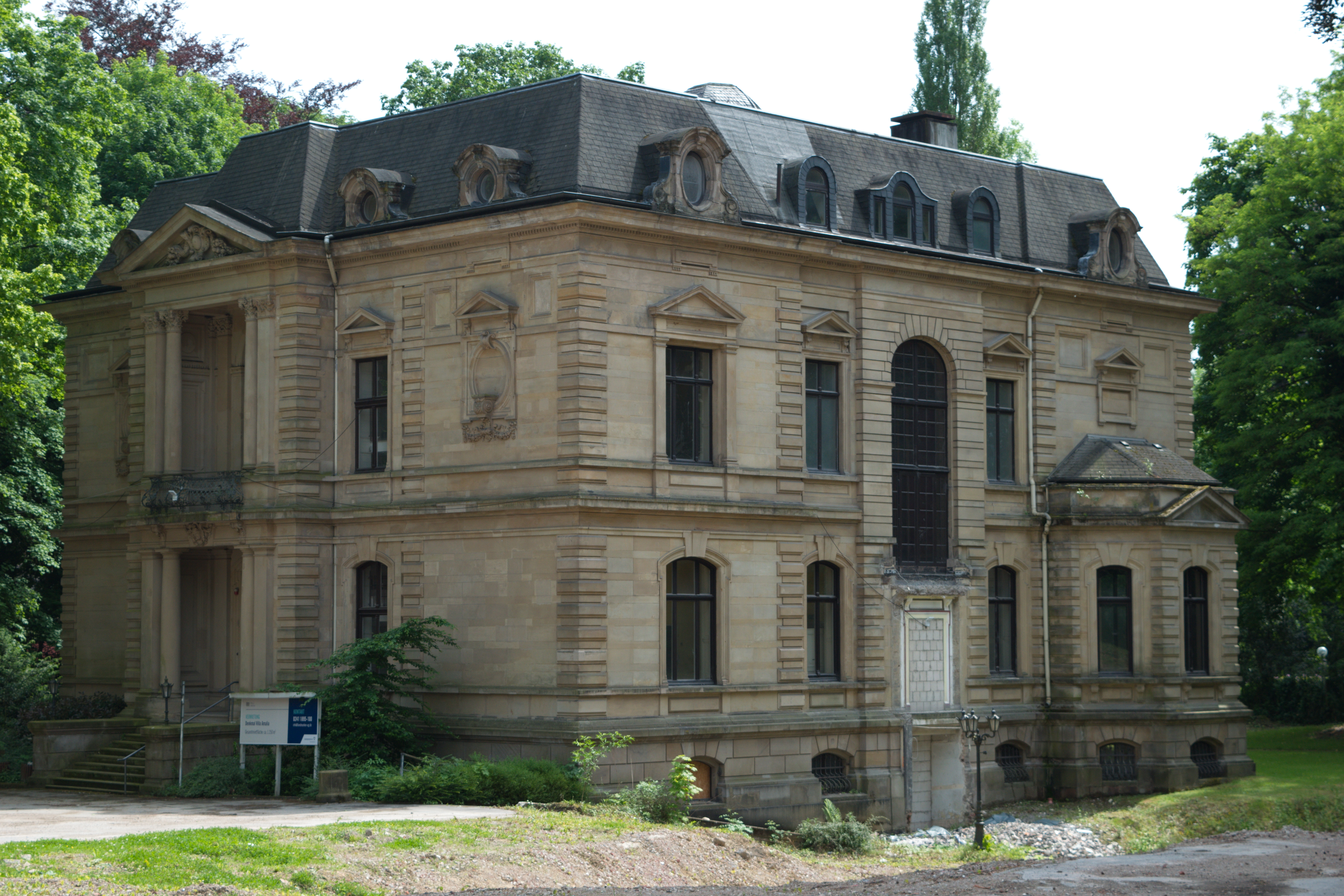
Die Villa Amalia (2017)

Die Villa Amalia (auch Villa Neuhaus und im Volksmund als Briller Schlösschen bezeichnet) ist eine Villa im Briller Viertel im Wuppertaler Stadtbezirk Elberfeld-West in Nordrhein-Westfalen. Das Gebäude ist als Baudenkmal zusammen mit der Remise der Villa seit 1986 in der Denkmalliste der Stadt Wuppertal eingetragen.

## Beschreibung
Die zweigeschossige Villa liegt leicht versteckt in einem kleinen Park, der aus einem alten Bestand aus Buchen und Kastanien besteht. Ein Springbrunnen befindet sich im Außenbereich, der ebenfalls Teil des Baudenkmals ist. Das Gebäude wurde im Stil des Historismus mit Elementen der Neorenaissance erbaut und ist ein Vertreter des typischen Landhauses der zweiten Hälfte des 19. Jahrhunderts. Die Werksteinfassade wird durch einen sechseckigen Turm bestimmt, dessen verschieferte Haube ursprünglich noch mit einer Laterne versehen war.
Das Grundstück misst rund 9000 Quadratmeter.

## Geschichte
Die Berliner Architekten Walter Kyllmann und Adolf Heyden erbauten die Villa von 1883 bis 1884 an der Briller Straße für Albert Neuhaus. Der Name Amalia war der Vorname der zuvor verstorbenen Ehefrau von Neuhaus.
1976 war das Gebäude vom Abriss bedroht, wurde aber unter Denkmalschutz gestellt und durch private Initiative von Bernt Westarp gerettet. Die Villa Neuhaus wurde von 1980 bis 1991 als Pflegeeinrichtung genutzt und von Bernt Westarp geleitet.
Seit dem 1. August 1990 war sie im Besitz der Johannes Seniorendienste e. V., einem diakonischen Verband mit bundesweit rund 3.300 Plätzen in über 50 Einrichtungen. Der Verband betrieb in der Villa Amalia unter dem Namen „Johanneshaus Am Brill“ ein Altenheim und bot Platz und Betreuung für rund 90 Senioren. Im Juli 2012 wurde bekannt, dass die Johannes Seniorendienste insolvent sind und abgewickelt werden.
Nach drei Jahren Leerstand kaufte im Juni 2015 eine Aachener Immobilienfirma die Villa. Es ist beabsichtigt, dass eine denkmalgerechte Sanierung erfolgen soll, um die Villa anschließend an eine Agentur, Kanzlei oder Praxisgemeinschaft zu vermieten. Dabei sollen der Anbau und die Kapelle kurzfristig zurückgebaut werden.
Die Villa Amalia wurde Ende 2018 als Drehort für die dritte Staffel der Fernsehserie Babylon Berlin genutzt.
Die aktuellen Planungen sehen vor, dass auf dem zugehörigen Grundstück auf gut 4800 Quadratmetern drei Mehrfamilienhäuser entstehen können. Die Planungen wurden genehmigt und das Bauvorhaben könnte umgesetzt werden. Aufgrund der Entfernung zum Standort der Aachener Immobilienfirma wird diese das Projekt nicht umsetzen und hofft auf einen Käufer für den Teil des Geländes. Das Vorhaben stößt allerdings auf Kritik, da die Briller Straße aufgrund möglicher Lärmbelästigungen zum Wohnen nicht ideal sei.
Das Gebäude soll an einen oder mehrere Mieter als Büroflächen zur Verfügung gestellt werden.
Inzwischen kündigt eine Ulmer Unternehmensgruppe als Betreiberin von Seniorenwohneinrichtungen des gehobenen Segments an, ab Sommer 2023 in den drei genehmigten Gebäudekomplexen 63 Wohneinheiten bereitstellen zu können. Die Villa Amalia soll als Begegnungszentrum der Einrichtung fungieren, droht aber gemäß Animation durch die starke bauliche Verdichtung, die weder durch Maße noch Gestaltung Rücksicht auf ihren oben erwähnten Charakter als Landhaus nimmt, in ihrem Denkmalwert deutlich beeinträchtigt zu werden.

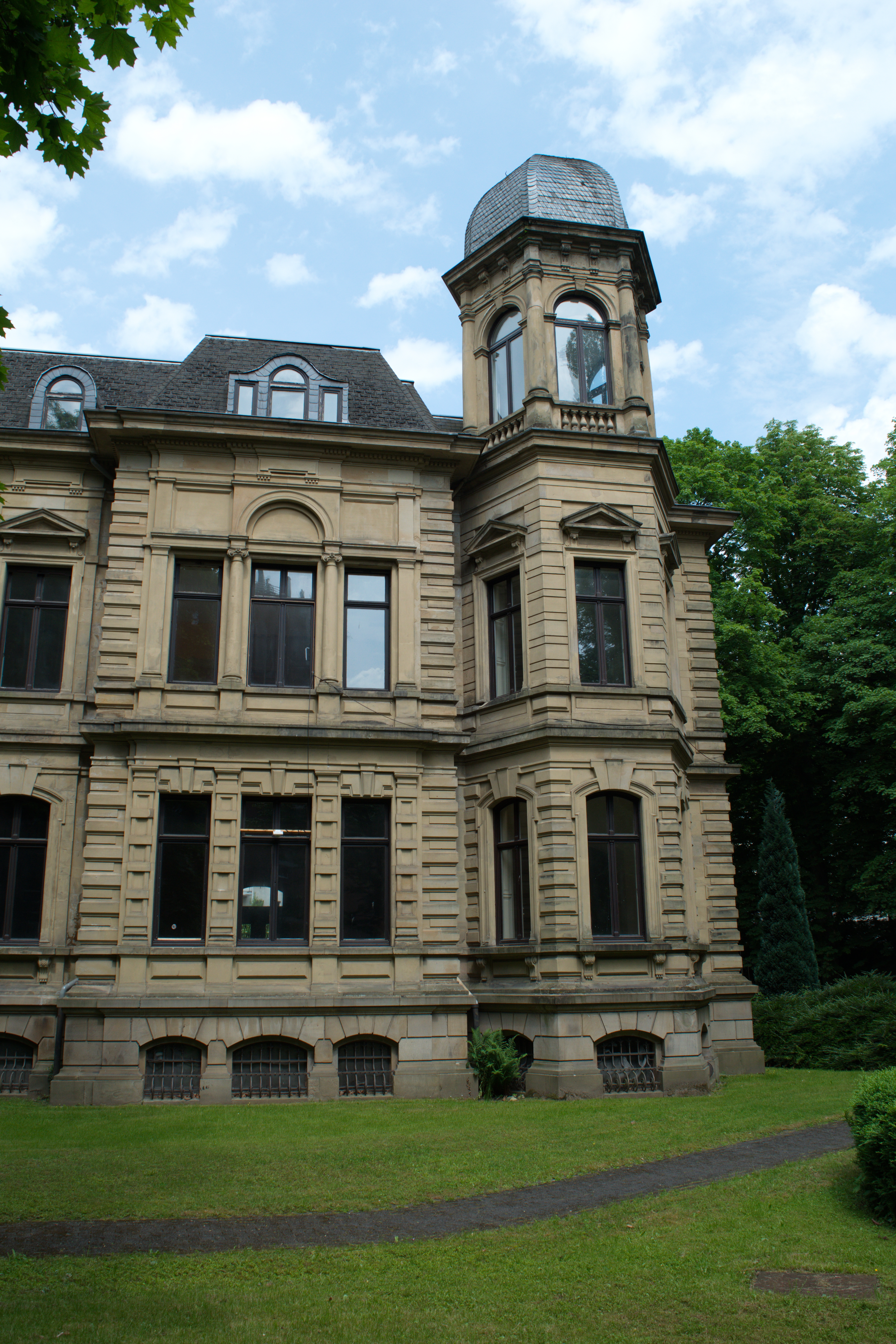
Die Villa Amalia (2017)
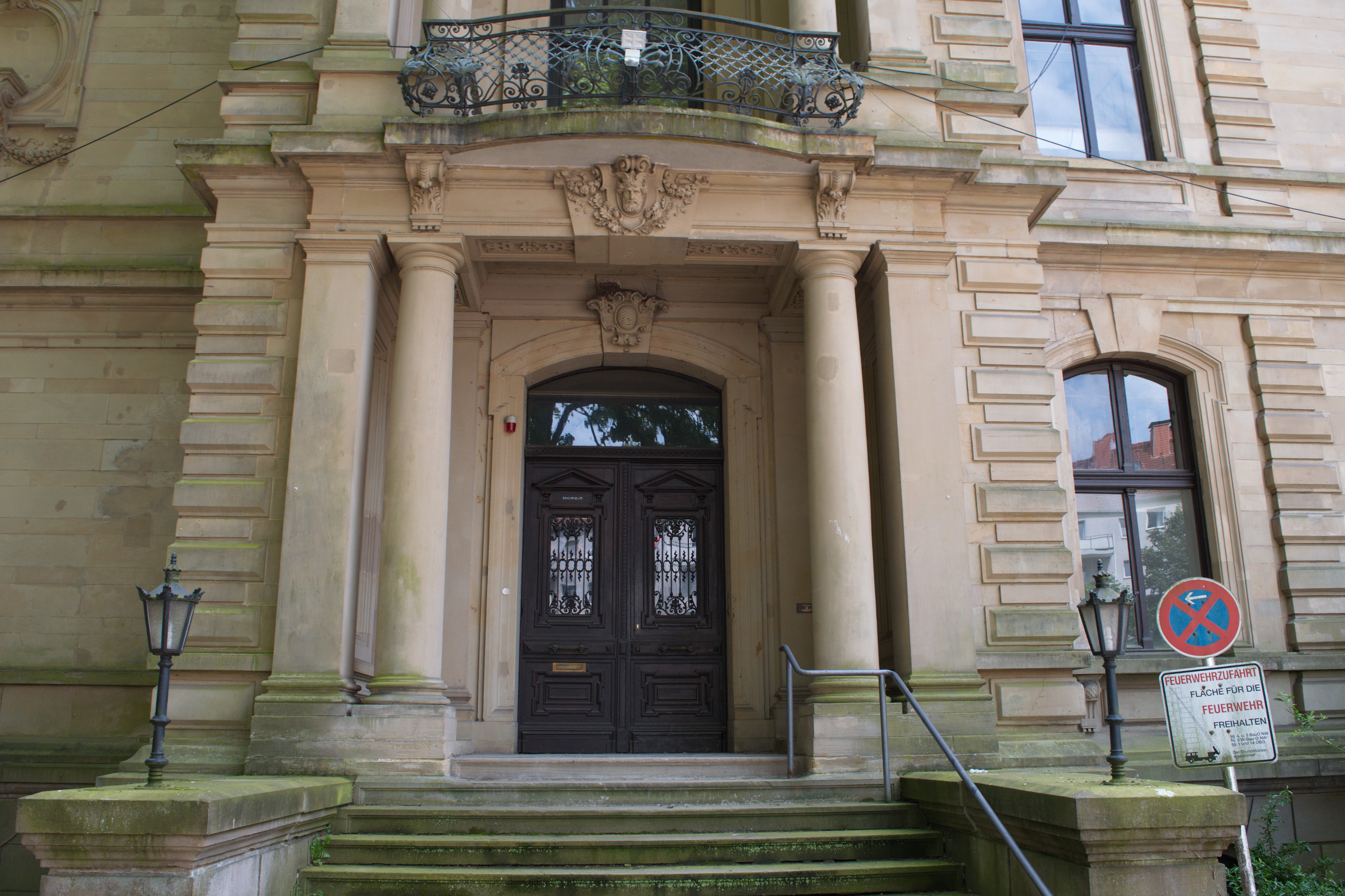
Die Villa Amalia (2017)